# Palazzo Bartolini Salimbeni

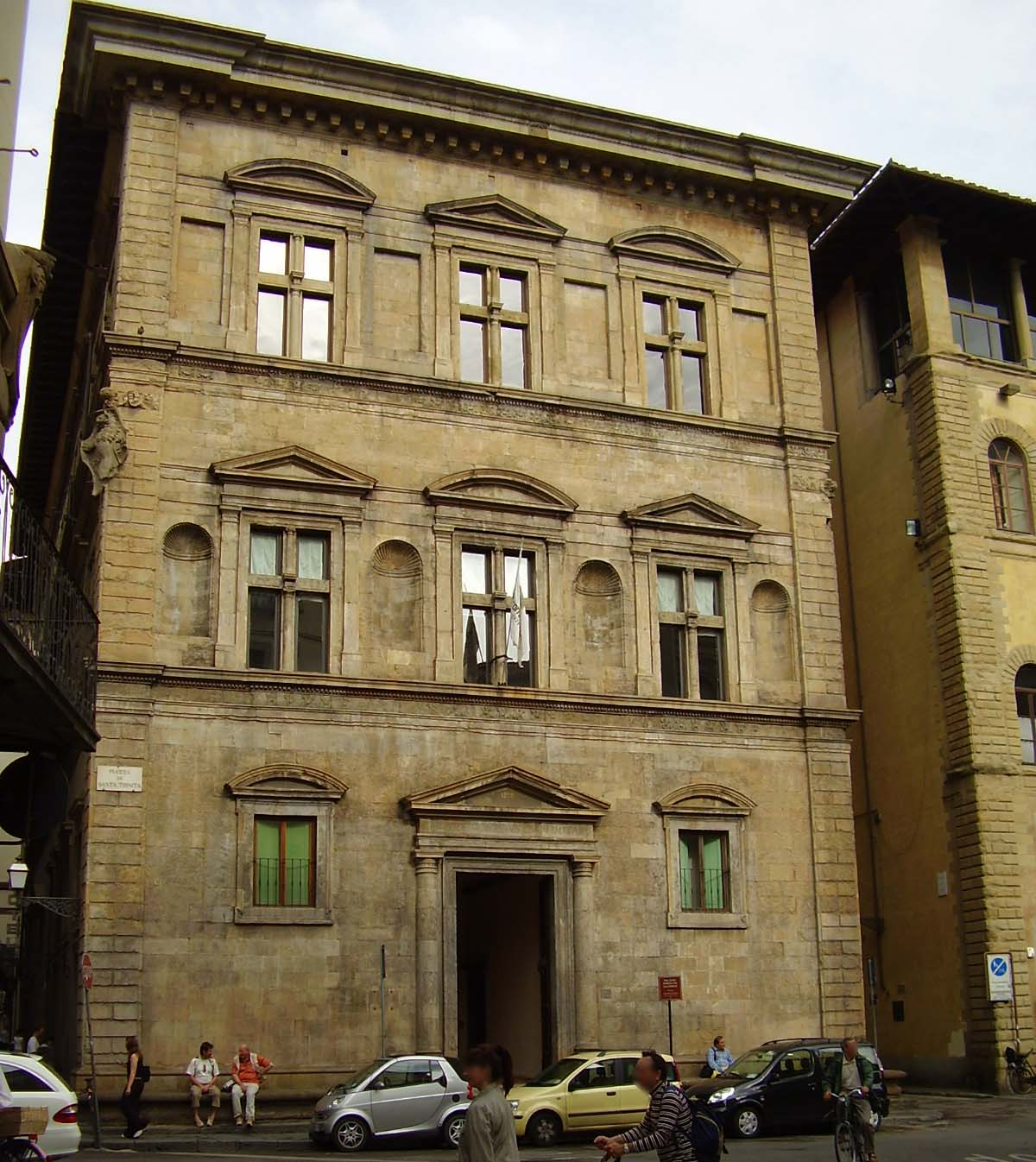
Fachada do Palazzo Bartolini Salimbeni.

O Palazzo Bartolini Salimbeni é um dos mais importantes palácios tardo-renascentistas da cidade de Florença e da Itália em geral. Fica situado entre a Piazza Santa Trinita e a Via Tornabuoni, frente à Colonna della Giustizia ("Coluna da Justiça").
A sua fachada representou um ponto de viragem na arquitectura residencial renascentista, de notável originalidade, com a utilização de elementos, que embora fortemente criticados num primeiro momento, foram mais tarde amplamente reutilizados e desenvolvidos nos séculos seguintes.

## História

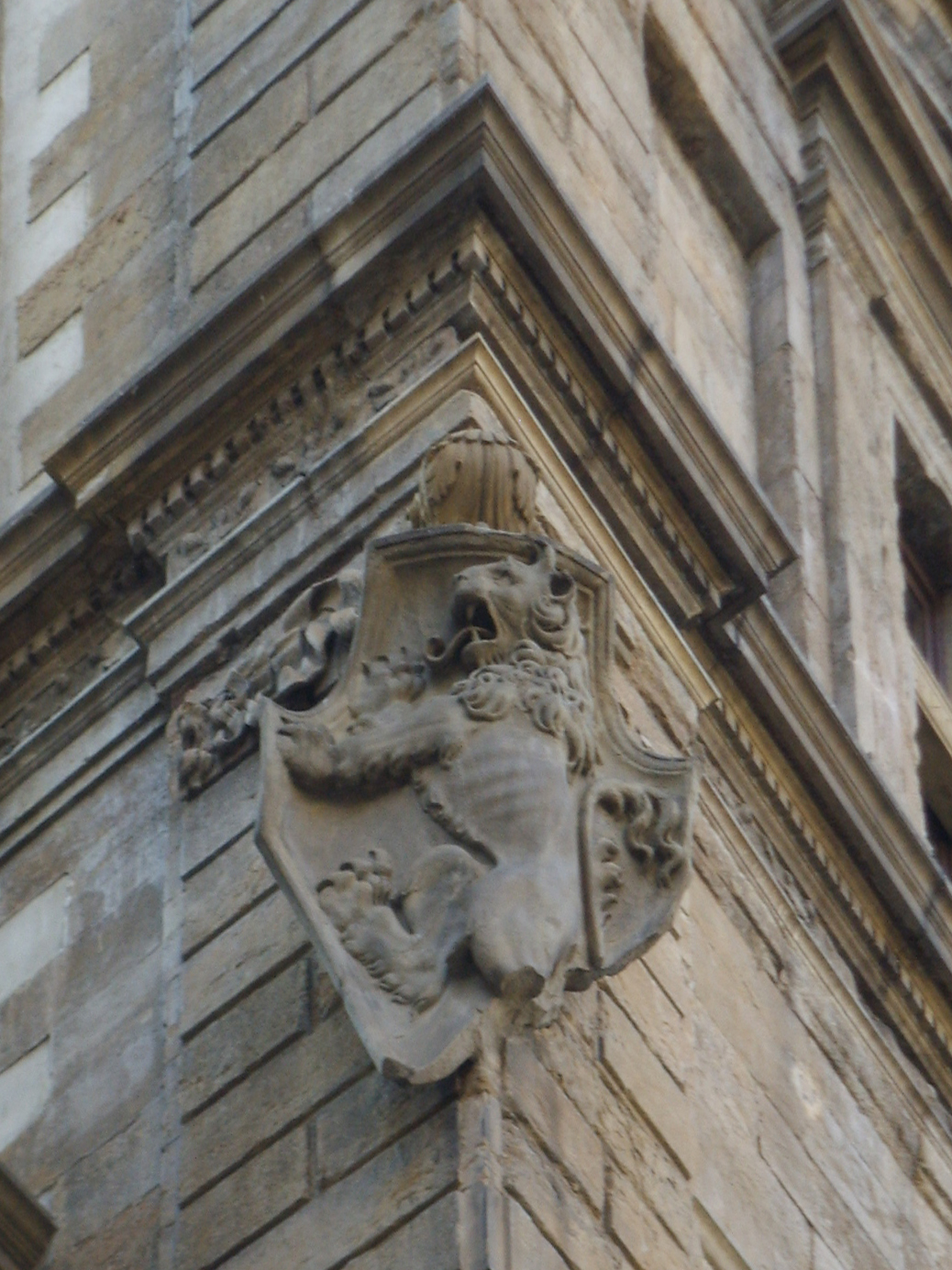
Brasão dos Bartolini Salimbeni.

No local onde se encontra o palácio situavam-se, antigamente, as casas dos Soldanieri, os quais tinham aqui uma hospedaria, passadas depois à família Dati, aos quais foram adquiridas por Bartolomeo Bartolini, que também tinha Salimbeni no apelido para recordar a descendência da antiga família de Siena.
O palácio moderno foi edificado por Baccio d'Agnolo entre o dia 27 de Fevereiro de 1520 e Maio de 1523, como informa o "Libro della muraglia", um código cartográfico onde o mandante Giovanni Bartolini anotou todas as despesas destinadas à realização do palácio de família; também regista como o arquitecto foi remunerado com dois fiorinos de ouro por mês.
Os Bartolini-Salimbeni habitaram aqui até aos primeiros anos do século XIX. Depois disso foi arrendado a um casal estrangeiro que ali abriu o Hotel du Nord em 1839, onde surgiram algumas personalidades ilustres em visita a Florença, entre as quais Herman Melville. Em 1863 o palácio foi adquirido pelos Príncipes Pio di Savoia e dividido em mais propriedades, as quais foram reunificadas no século seguinte. 
O palácio foi profundamente restaurado em 1961 e hoje é uma propriedade privada.

## Arquitectura

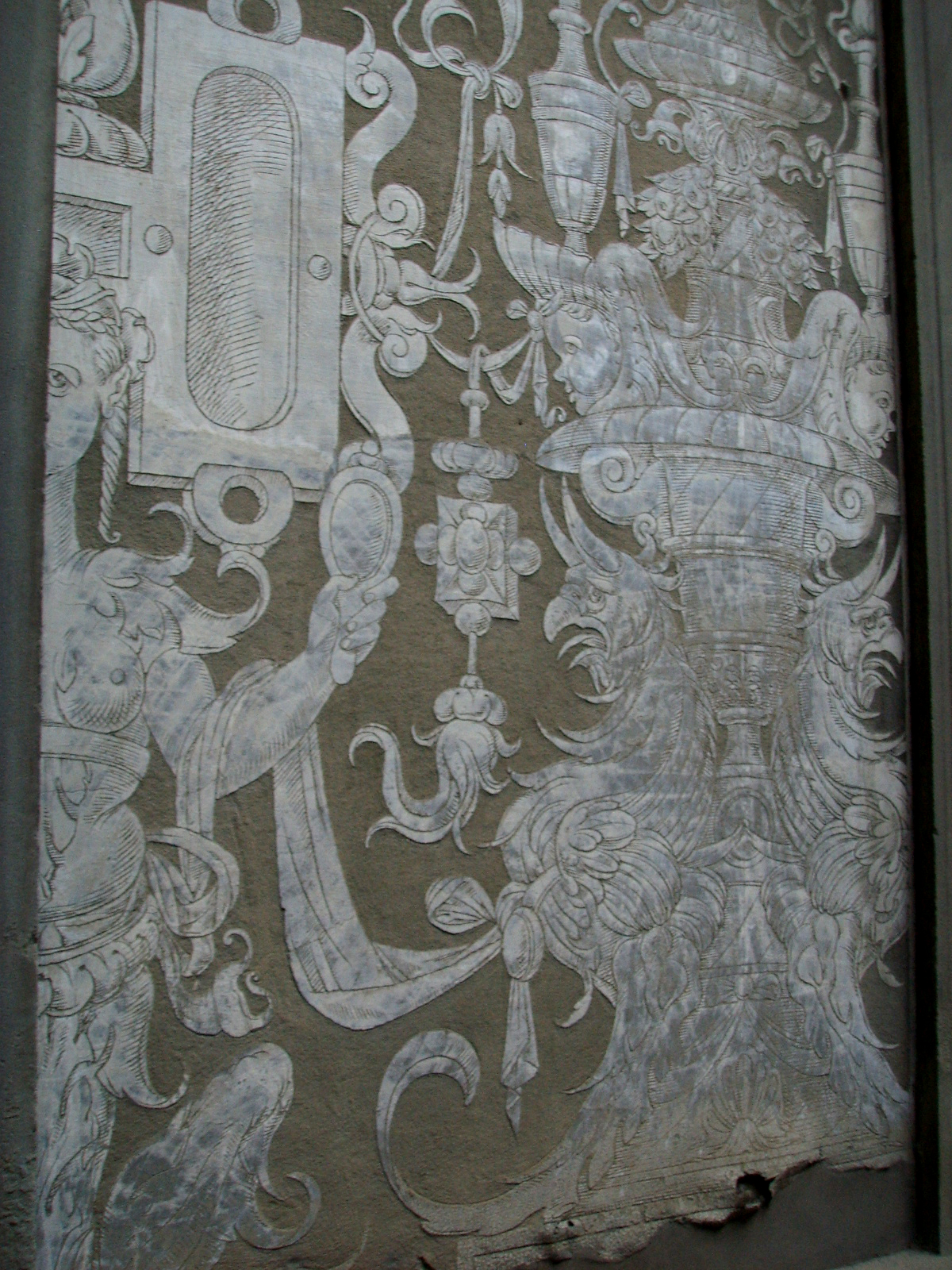
Detalhe dos grafitos do pátio.

O Palazzo Bartolini Salimbeni é importante para o desenvolvimento da arquitectura residencial florentina (e não só) uma vez que foi o primeiro construído no estilo renascentista alla romana: inicialmente criticadíssimo, foi posteriormente copiado e assinalou um momento fundamental de passagem da arte renascentista para a do Maneirismo.
Na fachada estão presentes numerosas novidades, desconhecidas nos palácios precedentes: o portal com as colunas aos lados e as janelas rectangulares encimadas por tímpanos com frontões triangulares e em arco, no lugar das coberturas com arcos tradicionais; a divisão das aberturas em quadrados com divisões cruciformes em pedra; o uso das pilastras nos bordos das janelas; a movimentação dos volumes através da ideia de apresentar elementos salientes balanciados com nichos no primeiro andar (onde antigamente estavam colocadas estátuas, removidas pelas ferozes críticas que as consideravam mais adequadas à fachada de uma igreja) e reentrâncias rectangulares no segundo; os cunhais reforçados com pedra em colmeado, em torno dos quais sobressairam posteriormente as já consistentes molduras a marcar os andares, dotadas de friso, e a cornija fortemente saliente, que apresenta um dentado de reminiscência clássica. Também se criaram aqui zonas de luz e sombra, devido às saliências e reentrâncias, as quais dão um efeito plástico desconhecido dos palácios quatrocentistas.

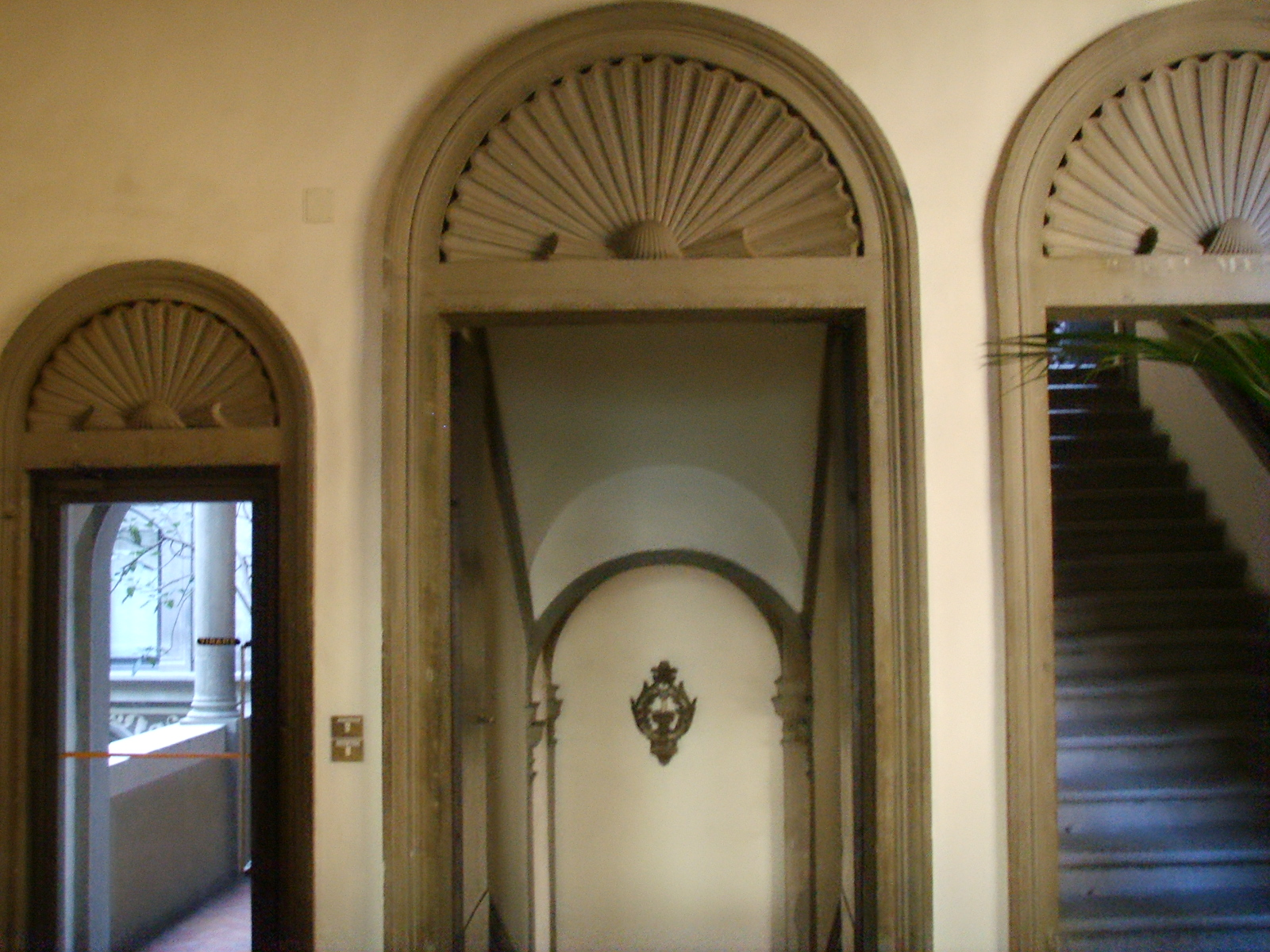
Escadaria interior do Palazzo Bartolini Salimbeni.

O portal compõe-se segundo a arquitectura clássica, com duas colunas nos flancos e um entablamento com arquitrave, friso, cornija e tímpano. Completa o conjunto a panca di via ("banco de rua").
A fachada é movimentada, também, pelos uso de pedras diversas (pietra forte, amarelada, na Piazza Santa Trinita, pietra serena, cinzenta escura, e pietra bigia, cinzenta clara, na Via Porta Rossa), as quais, juntamente com o jogo dos volumes, criam no complexo um original efeito de claro-escuro. 
O seu estilo, original para os padrões florentinos da época (basta confrontá-lo com o vizinho Palazzo Buondelmonti, erguido poucos anos antes), não obteve sucesso entre os contemporâneos, pelo contrário, chuveram numerosas críticas sobre Baccio d'Agnolo, como regista Vasari na Vite. O arquitecto chegou a mandar gravar sobre o portal a frase Carpere promptius quam imitari, ou seja, "Criticar é mais fácil que imitar". 

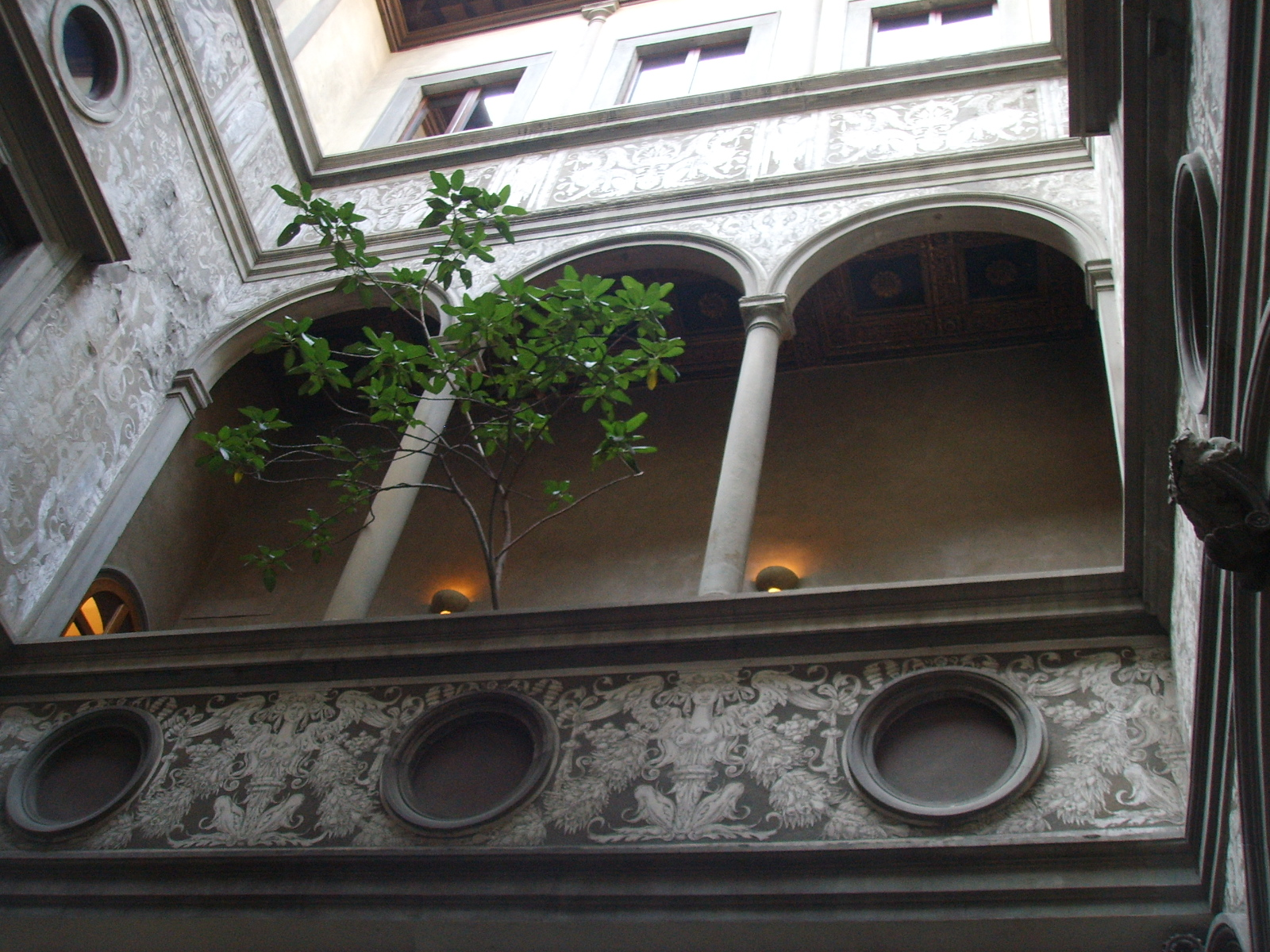
Loggia aberta para o pátio.

Sobre as janelas encontra-se uma outra inscrição em italiano; Per non dormire ("Para não dormir"), o mote da família retomado, também, por Gabriele D'Annunzio. Uma explicação do mote é o tributo à solicitude com a qual os membros da família carregavam os compromissos dos negócios, sacrificando até o sono. Uma outra anedota dá uma explicação menos digna para a família: com a astúcia típica dos mercadores, na Idade Média, um membro da casa conseguiu fazer fortuna graças a um estratagema; para açambarcar primeiro uma grande partida de mercadorias aos compradores concorrentes, drogou-os com uma substância sonífera de modo a ser o único presente no leilão da manhã seguinte. 

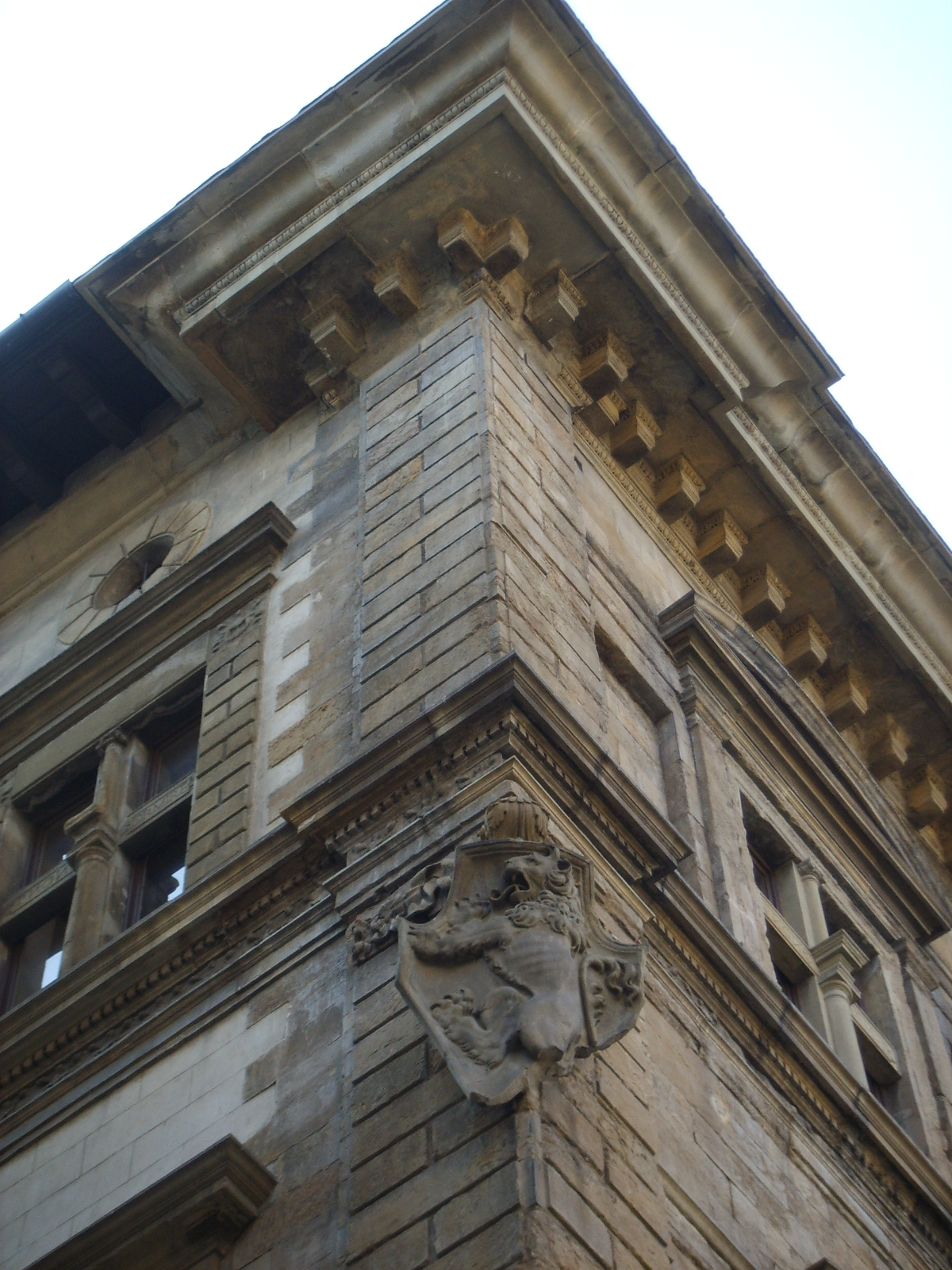
Brasão e detalhe do cunhal.

No friso existente ao nível do primeiro andar está presente o brasão dos Bartolini-Salimbeni com três papoilas, uma alusão ao tema do "sono". 
O lado voltado parta a Via delle Terme está despojado de ornamentações, apresentando, apenas, uma parte do banco de rua.
Através dum átrio com abóbada de berço acede-se ao pátio central, de elegante classicismo, onde a decoração se estende em ritmos mais pacatos em relação à fachada. Consiste num alpendre em três dos lados, fechado por colunas e arcos de volta perfeita; um dos lados e uma reentrância situada a oeste foram fechados para originar outros ambientes; o quarto lado apresenta um arco com barra que suporta os andares superiores. As decorações deste ambiente, com grafitos e grotescos monocromáticos, chega até ao segundo andar. No friso também se abrem alguns oculus destinados, antigamente, a conter medalhões em baixo relevo. Sobre os arcos corre uma série de janelas em pedra, com o mesmo cruzado das da fachada e sobrepujadas por outros oculus. Os preciosos capitéis e mísulas possuem uma decoração de folhas de acanto com duas faixas peroladas e trançadas, enquanto outros apresentam uma faixa sulcada.
No primeiro andar recorta-se uma loggetta sobre o pátio, com uma arcada formada por três arcos subtis e um tecto de madeira com caixotões. Uma segunda loggetta, talvez executada num segundo momento, domina o palácio, encontrando-se numa posição recuada para não ser visível do pátio ou do exterior.
As salas interiores do palácio são, actualmente, privadas. Alguns salões são particularmente interessantes, com uma extensão correspondente a todo o comprimento da fachada.

## Galeria de imagens do Palazzo Bartolini Salimbeni

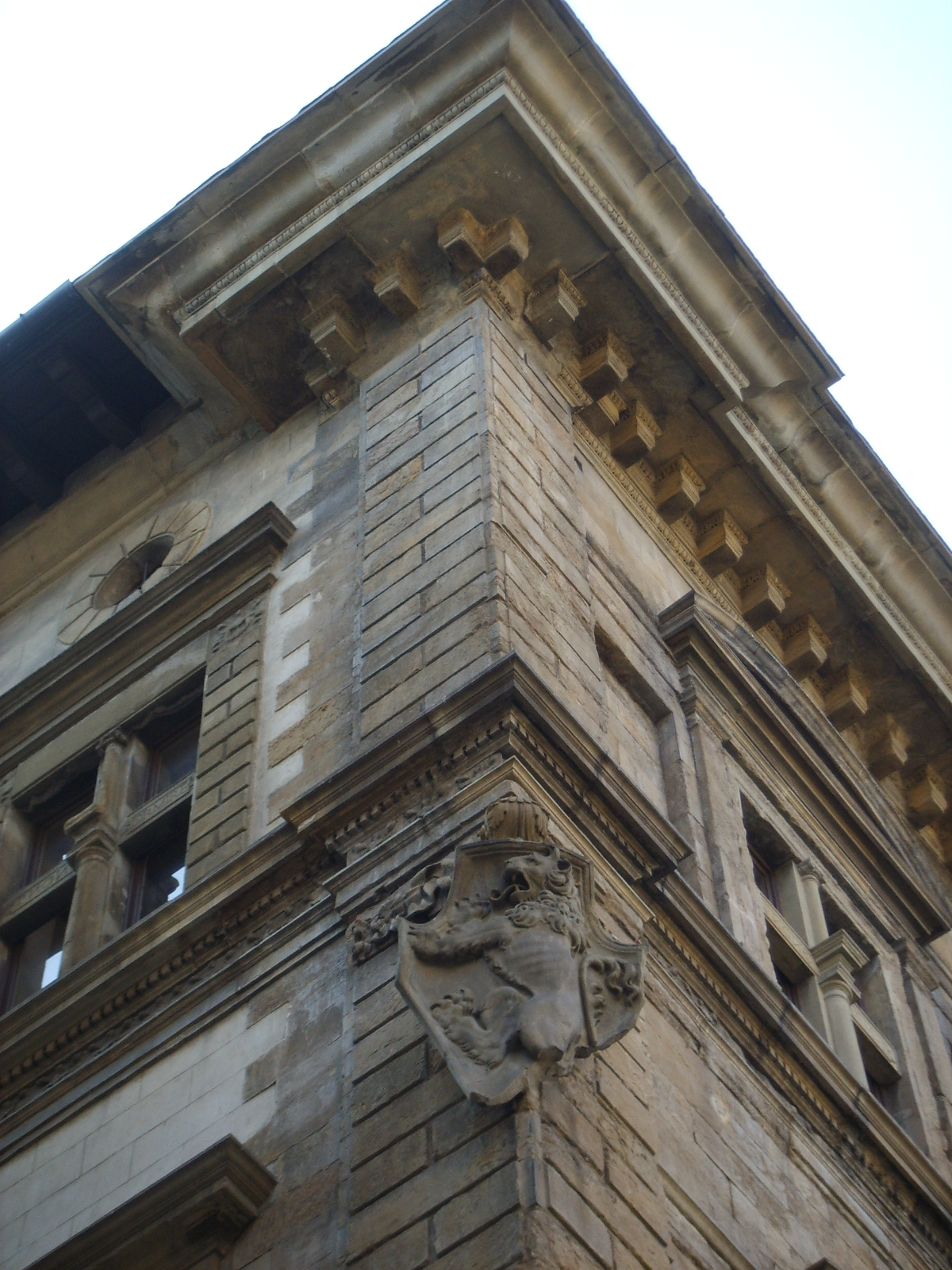
Detalhe do brasão e do entablamento
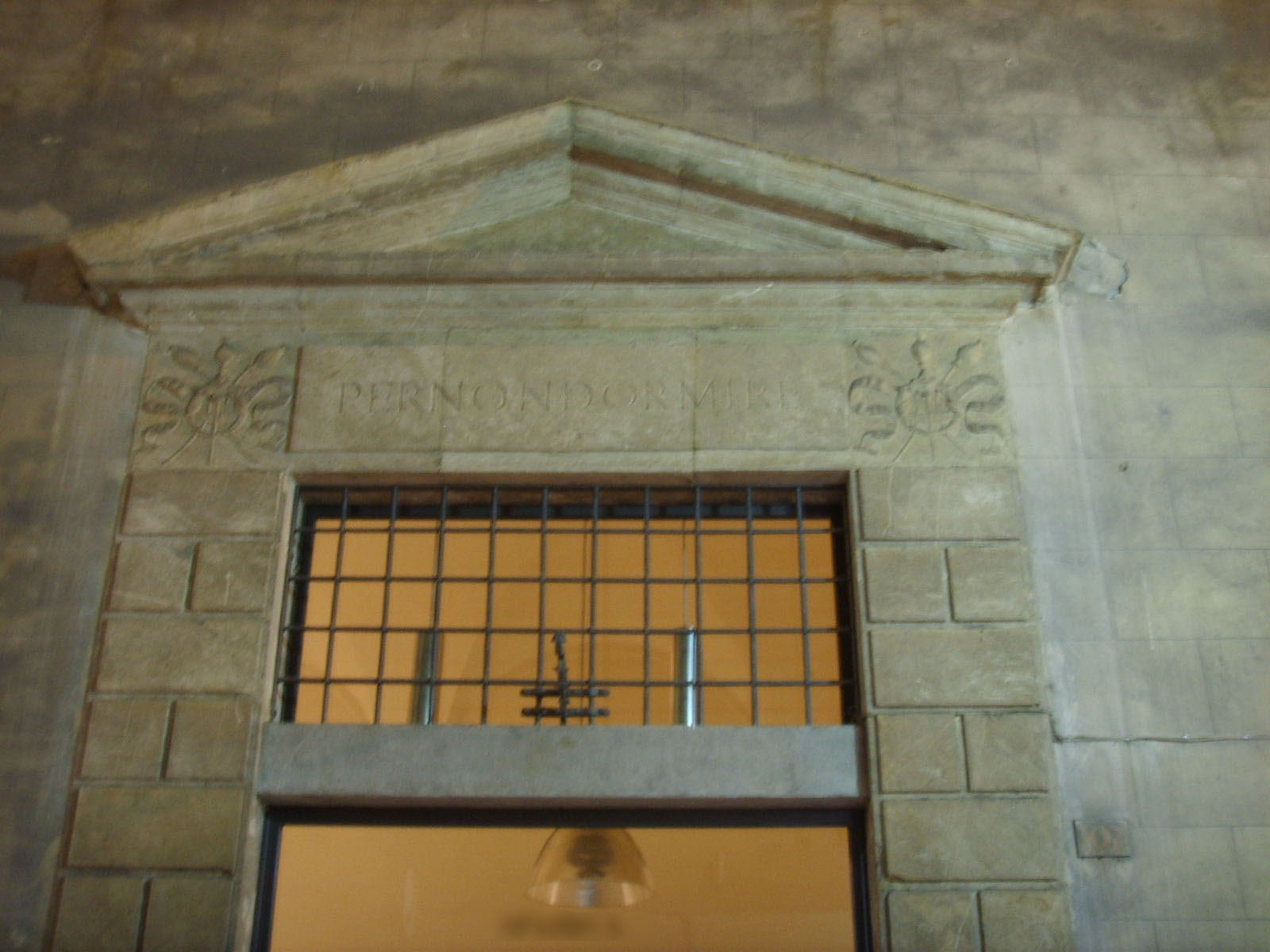
Per non dormire, mote esculpido na arquitrave dum portal
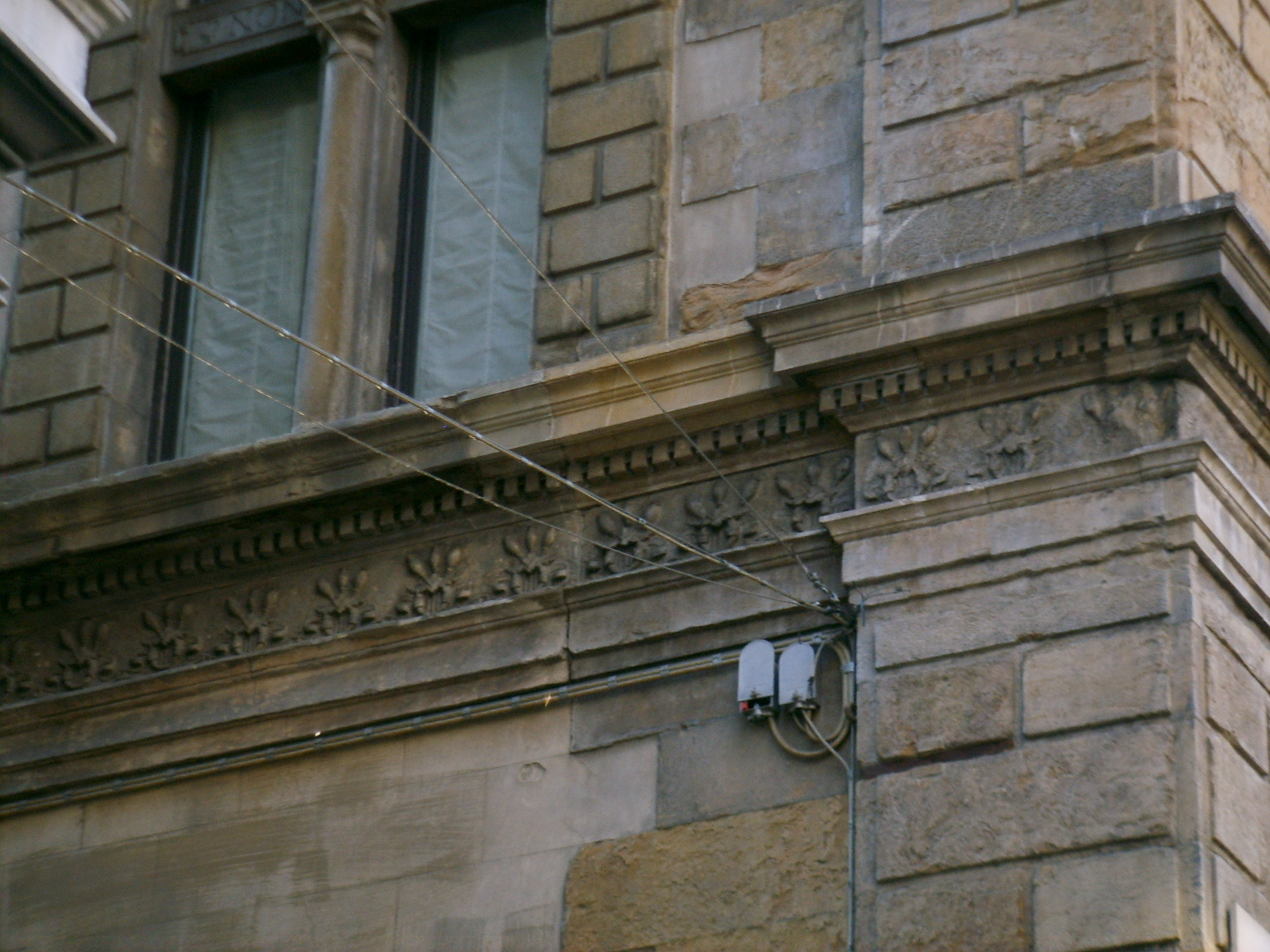
O friso com a decoração de papoilas
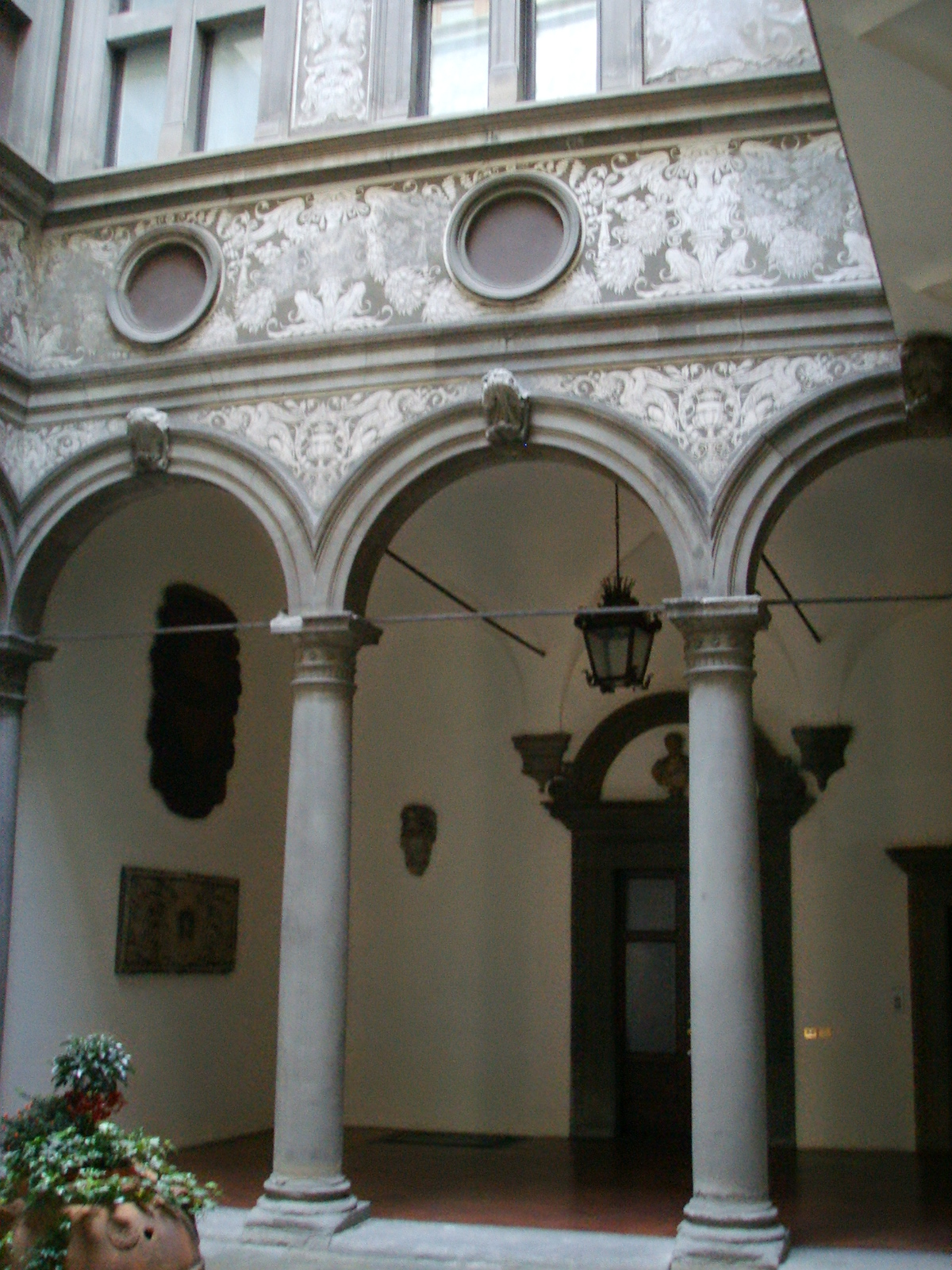
Pormenor do pátio
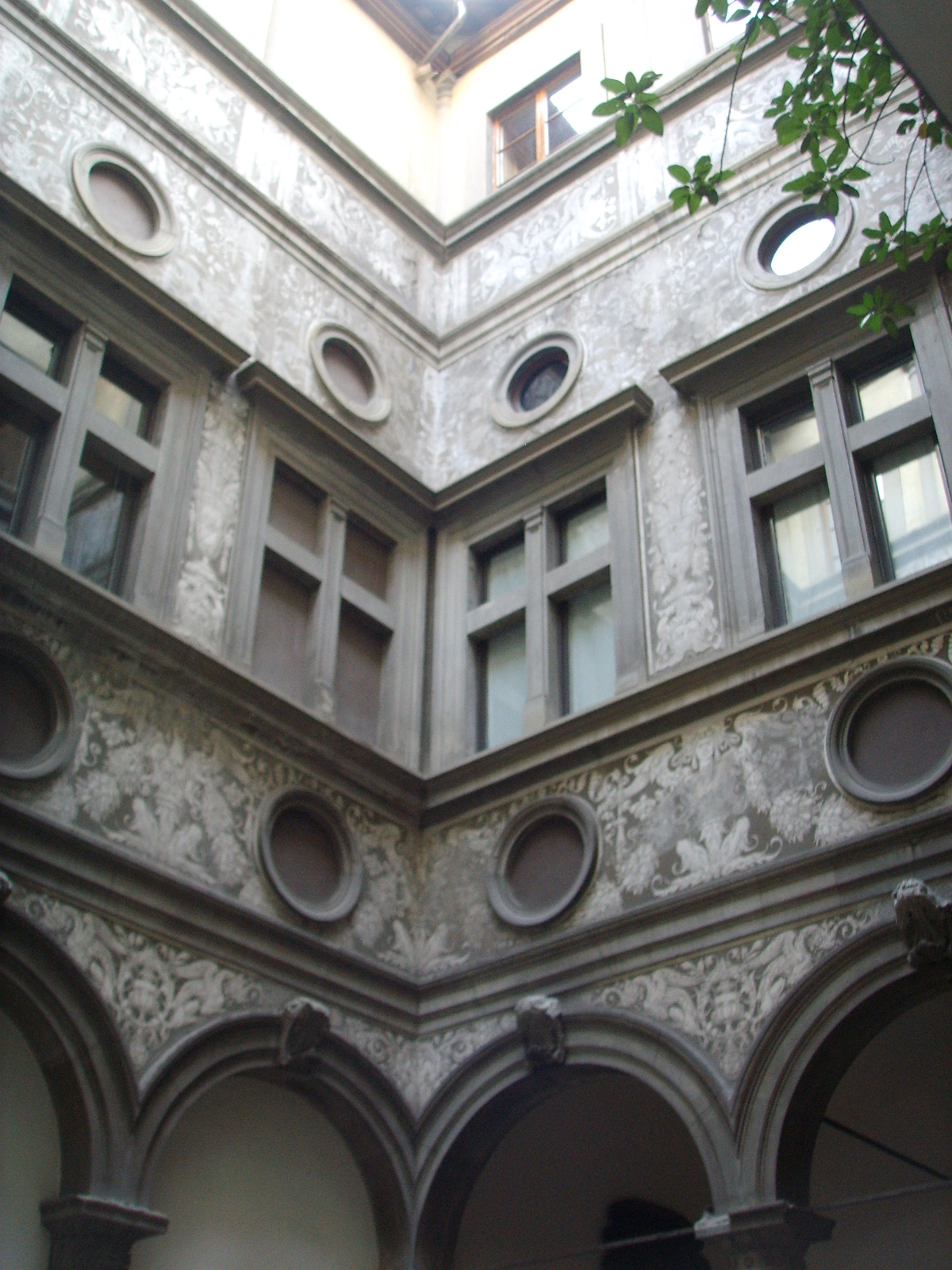
A ordem arquitectónica no pátio
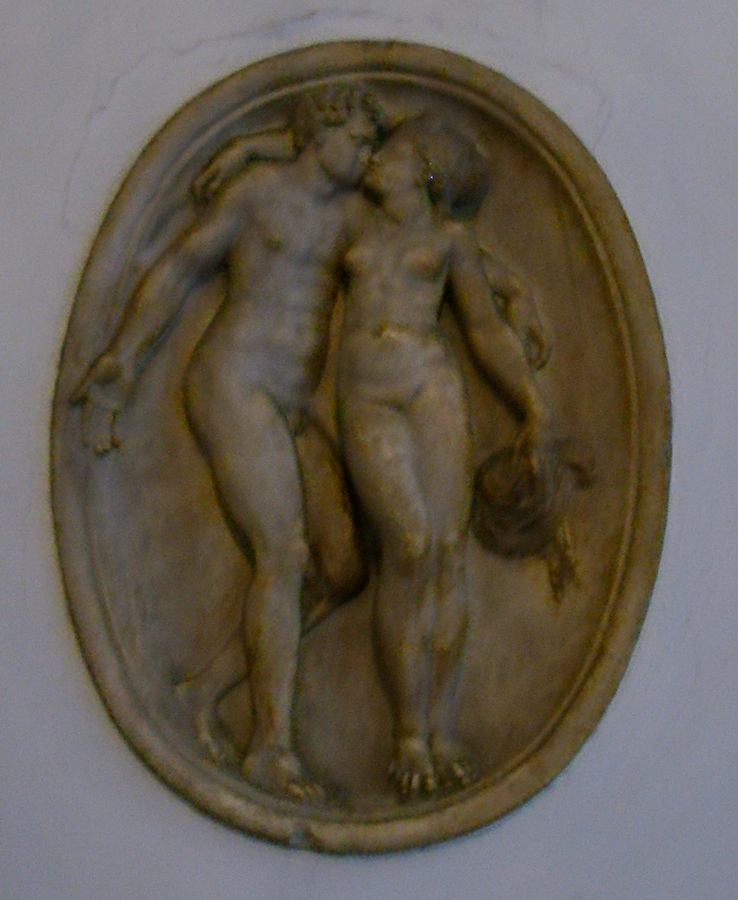
Baixo-relevo no pátio
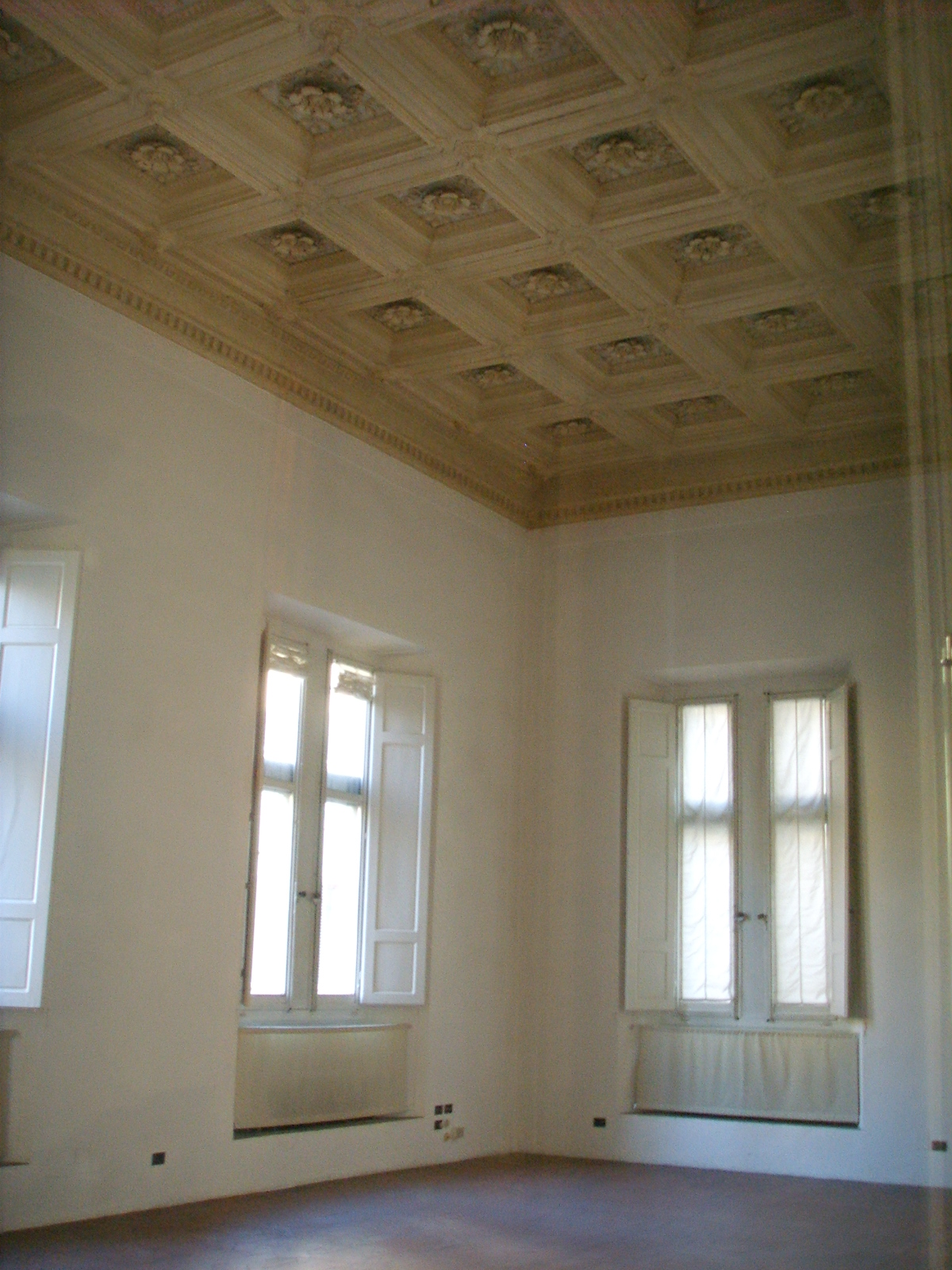
Salão do primeiro andar
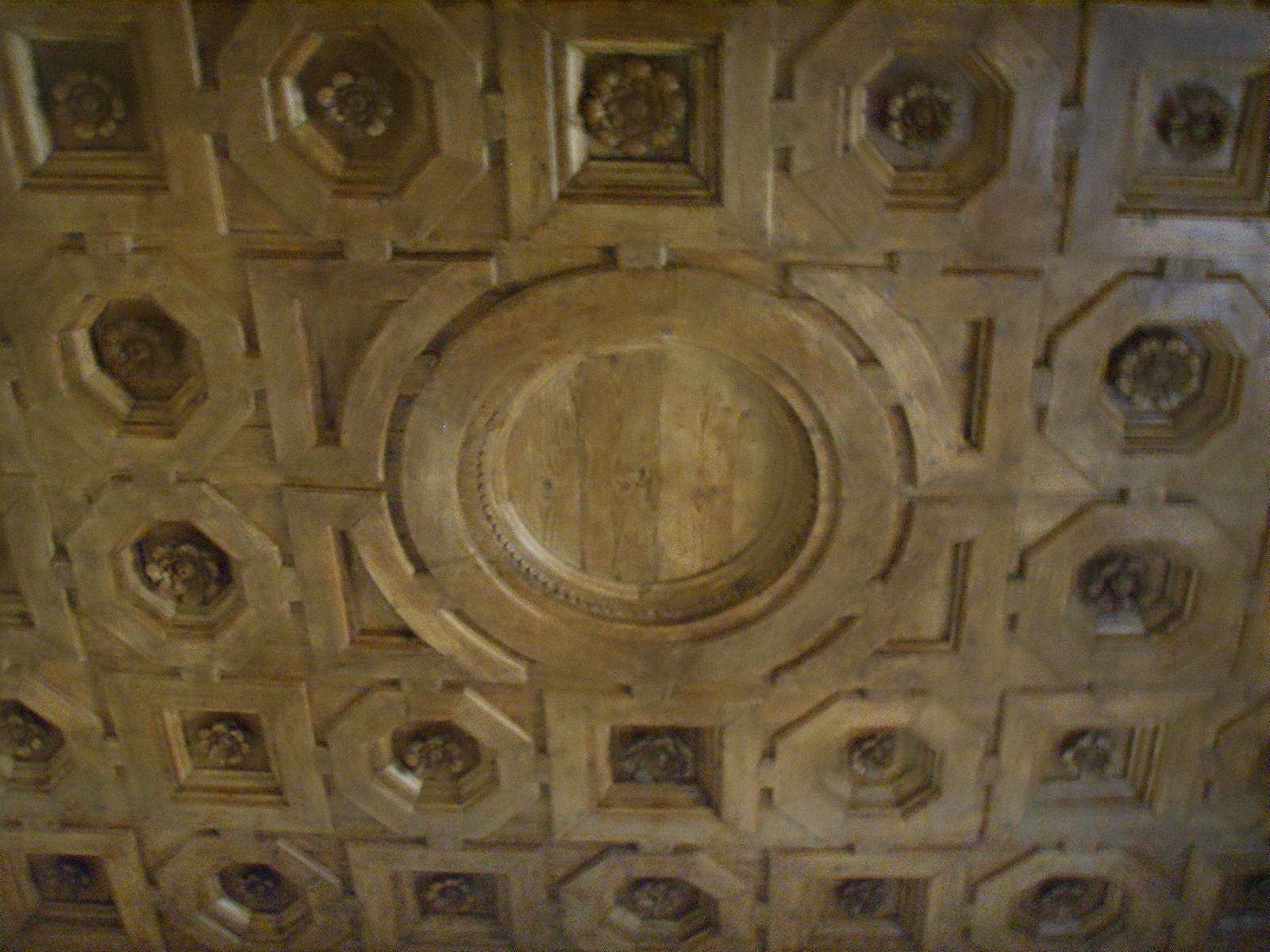
Tecto do Salão do primeiro andar
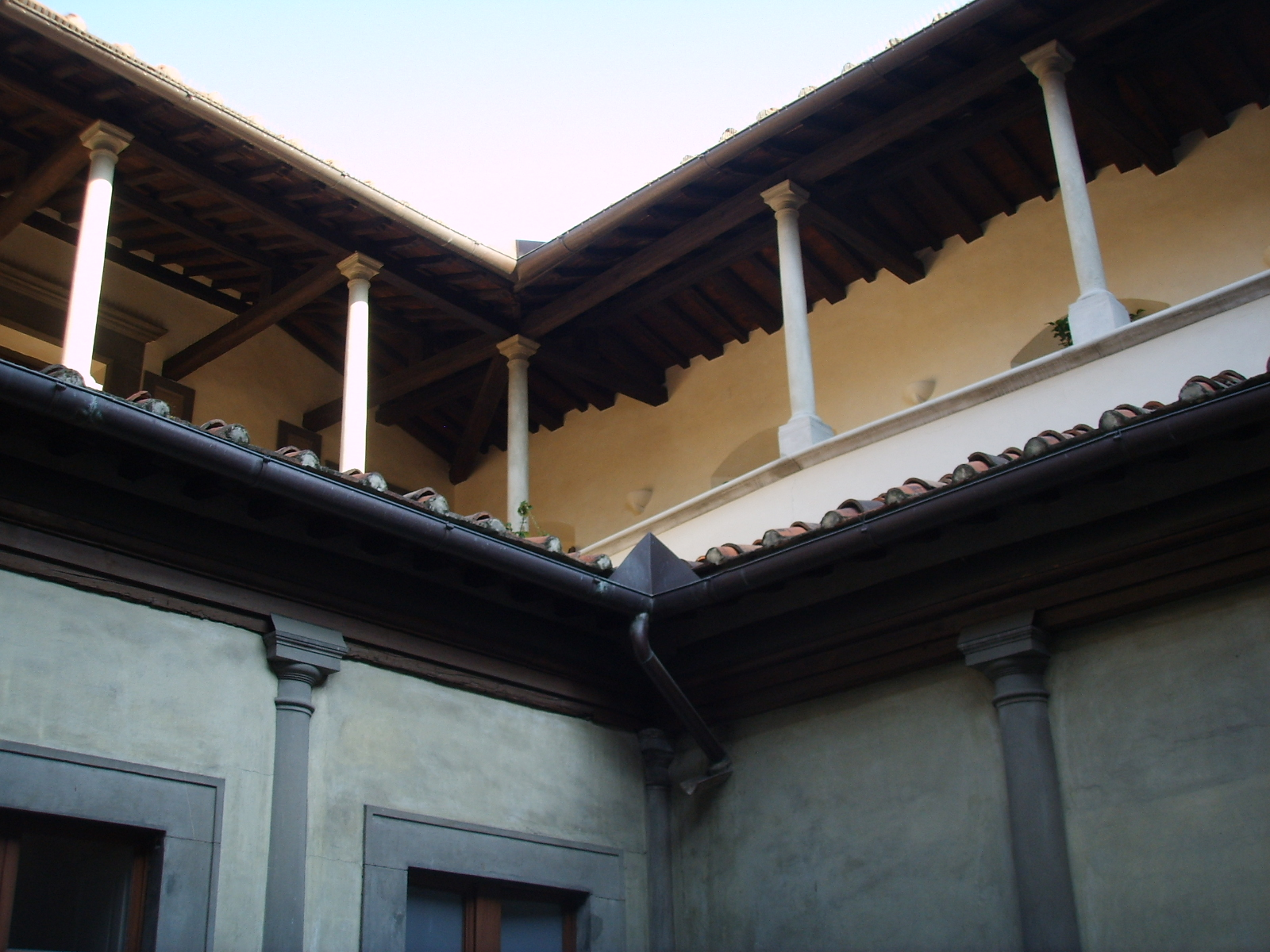
A loggetta vista do pátio
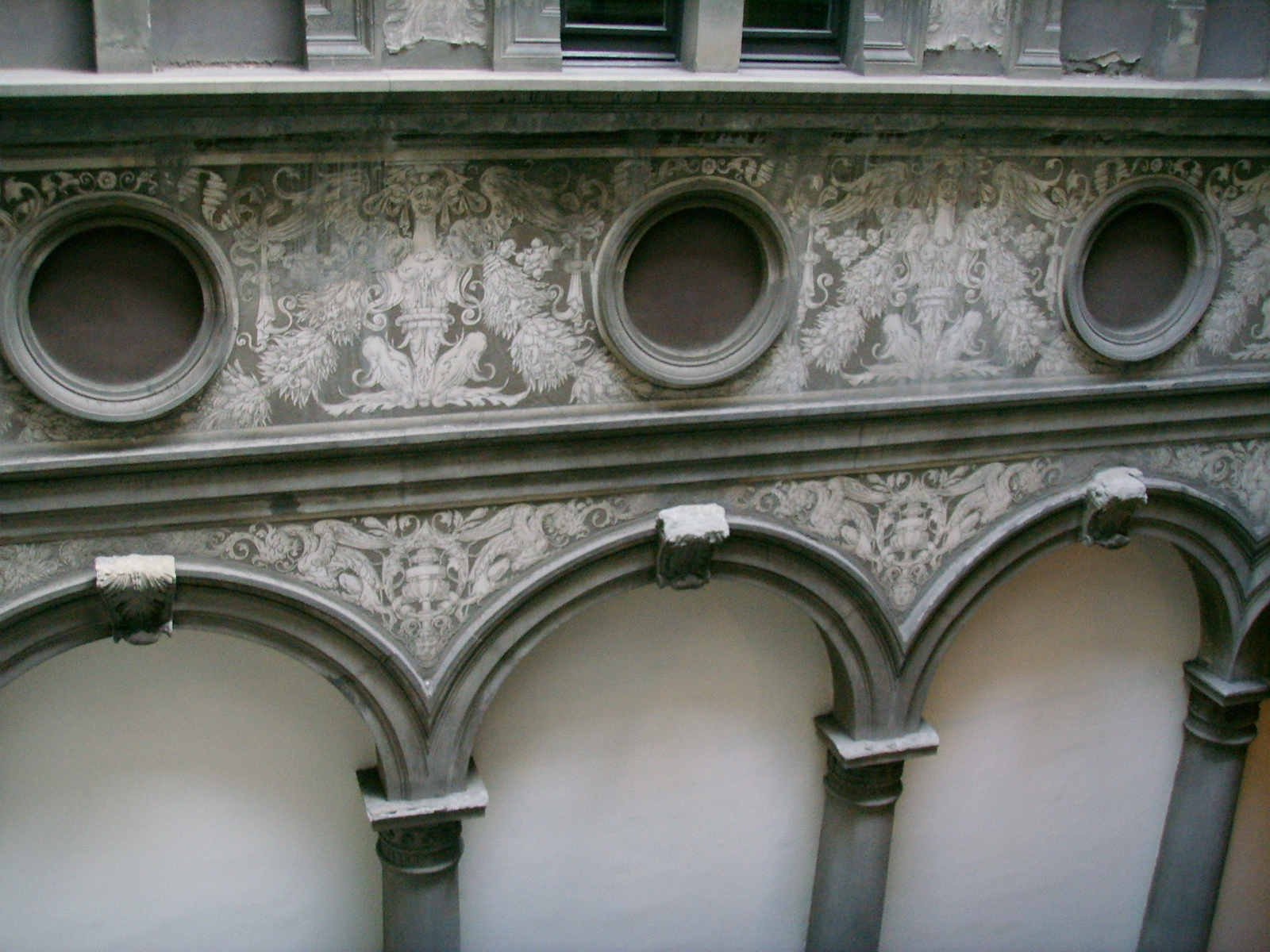
Detalhe dos grafitos no pátio
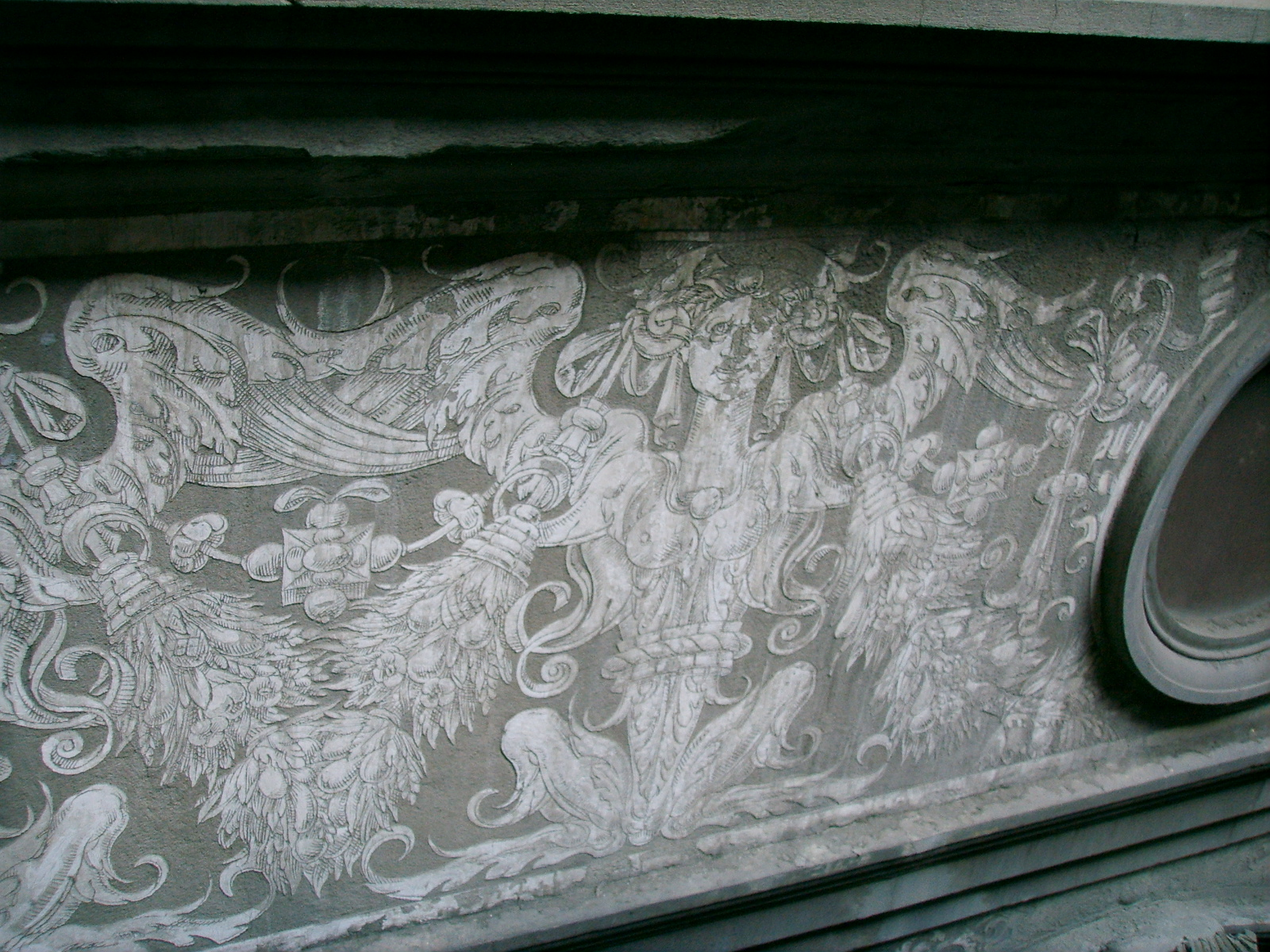
Detalhe dos grafitos no pátio
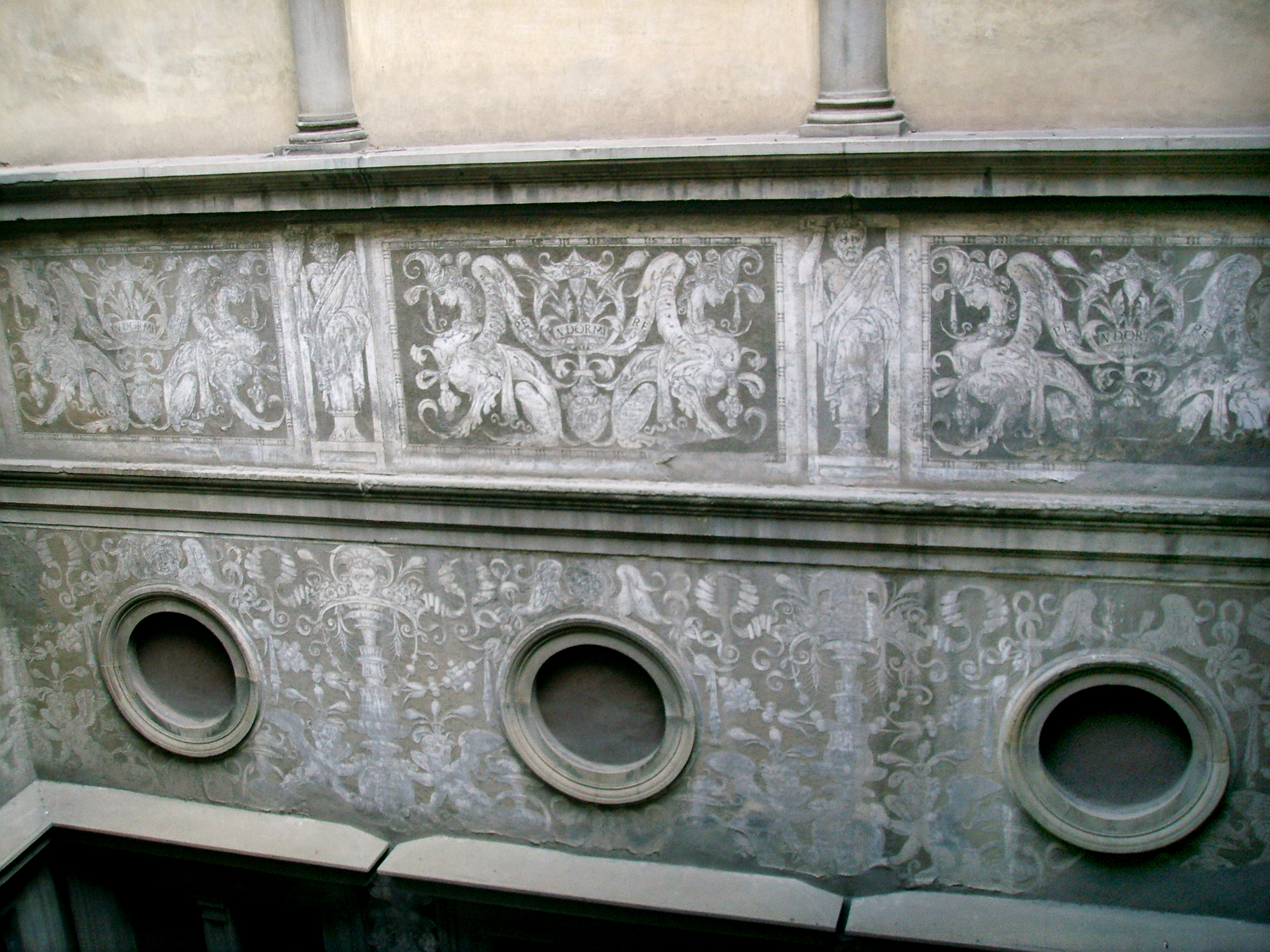
Detalhe dos grafitos no pátio
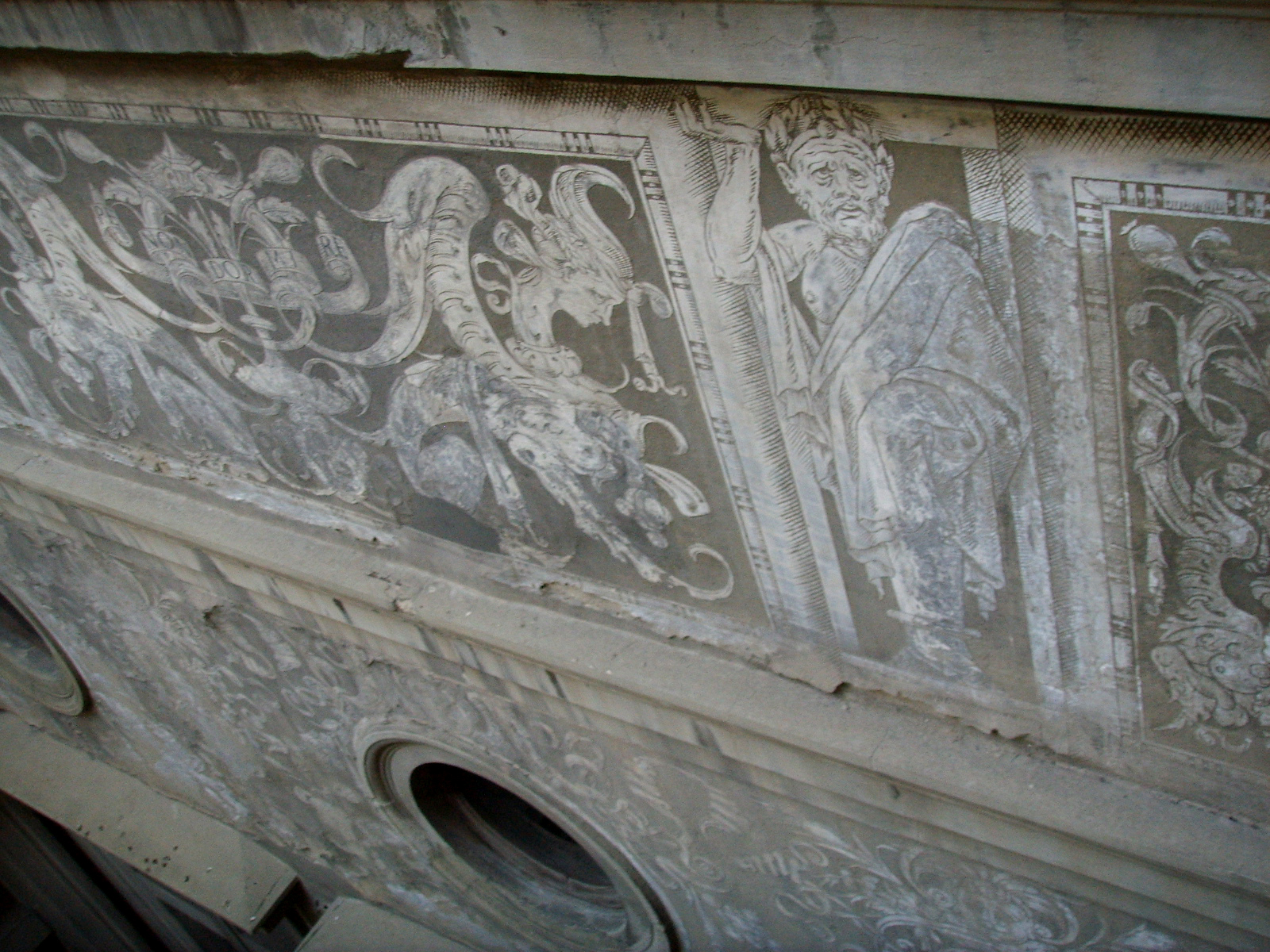
Detalhe dos grafitos no pátio
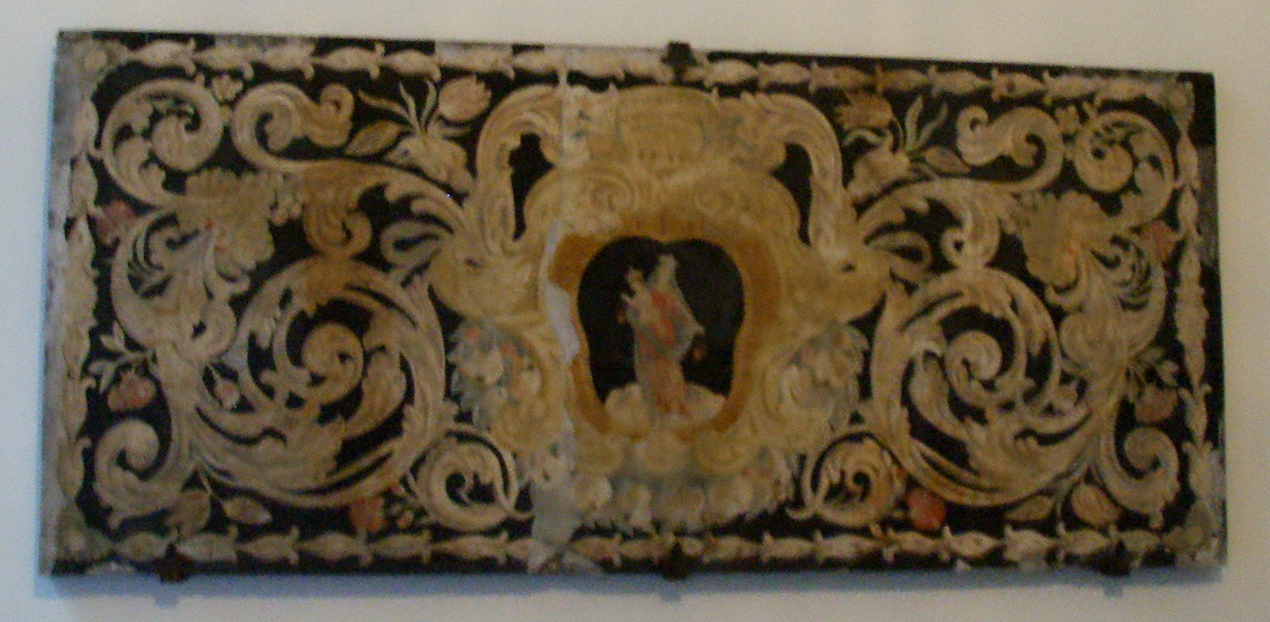
frente de altar exposto no pátio
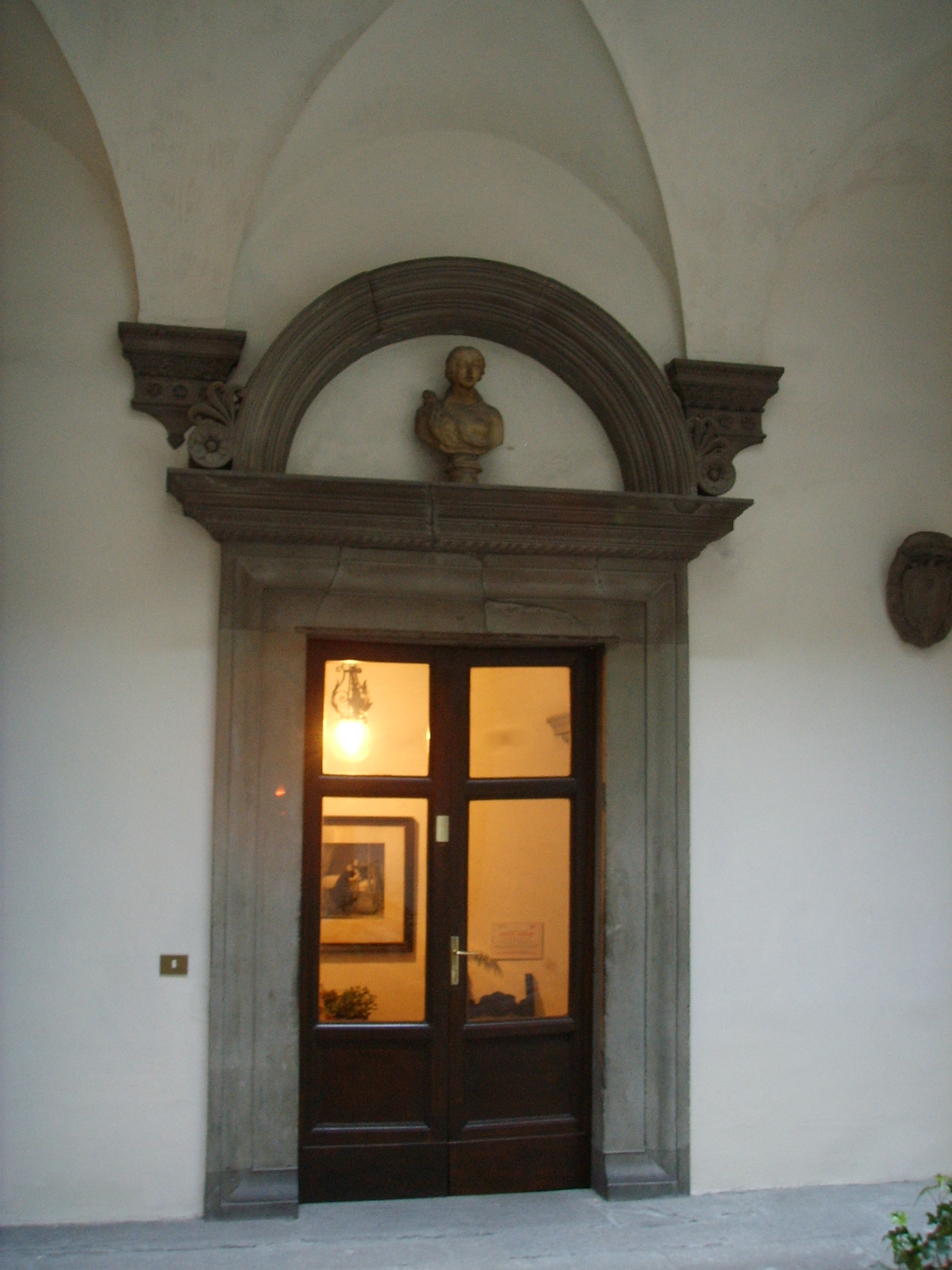
Porta de acesso ao pátio
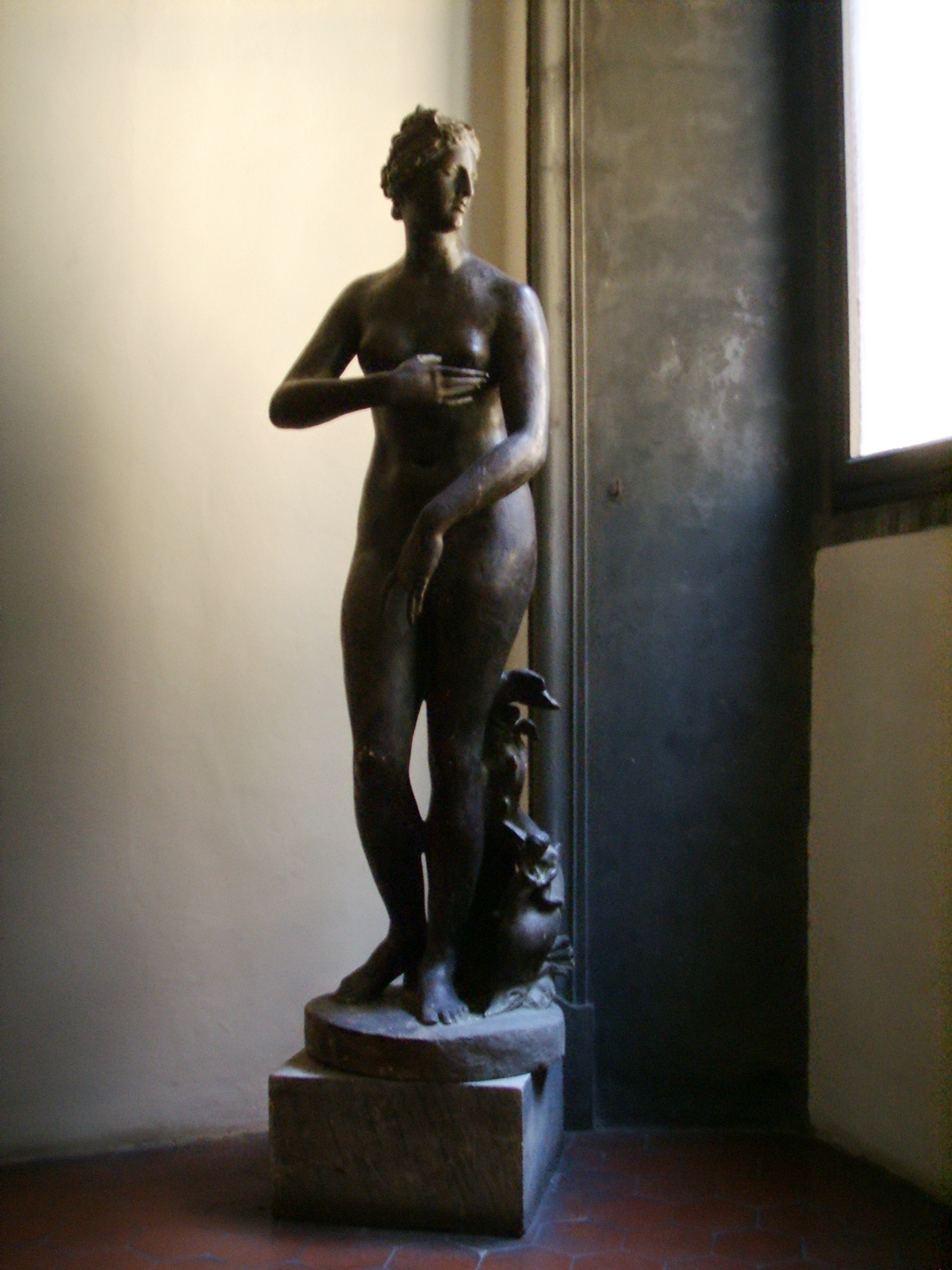
Estátua de Vénus
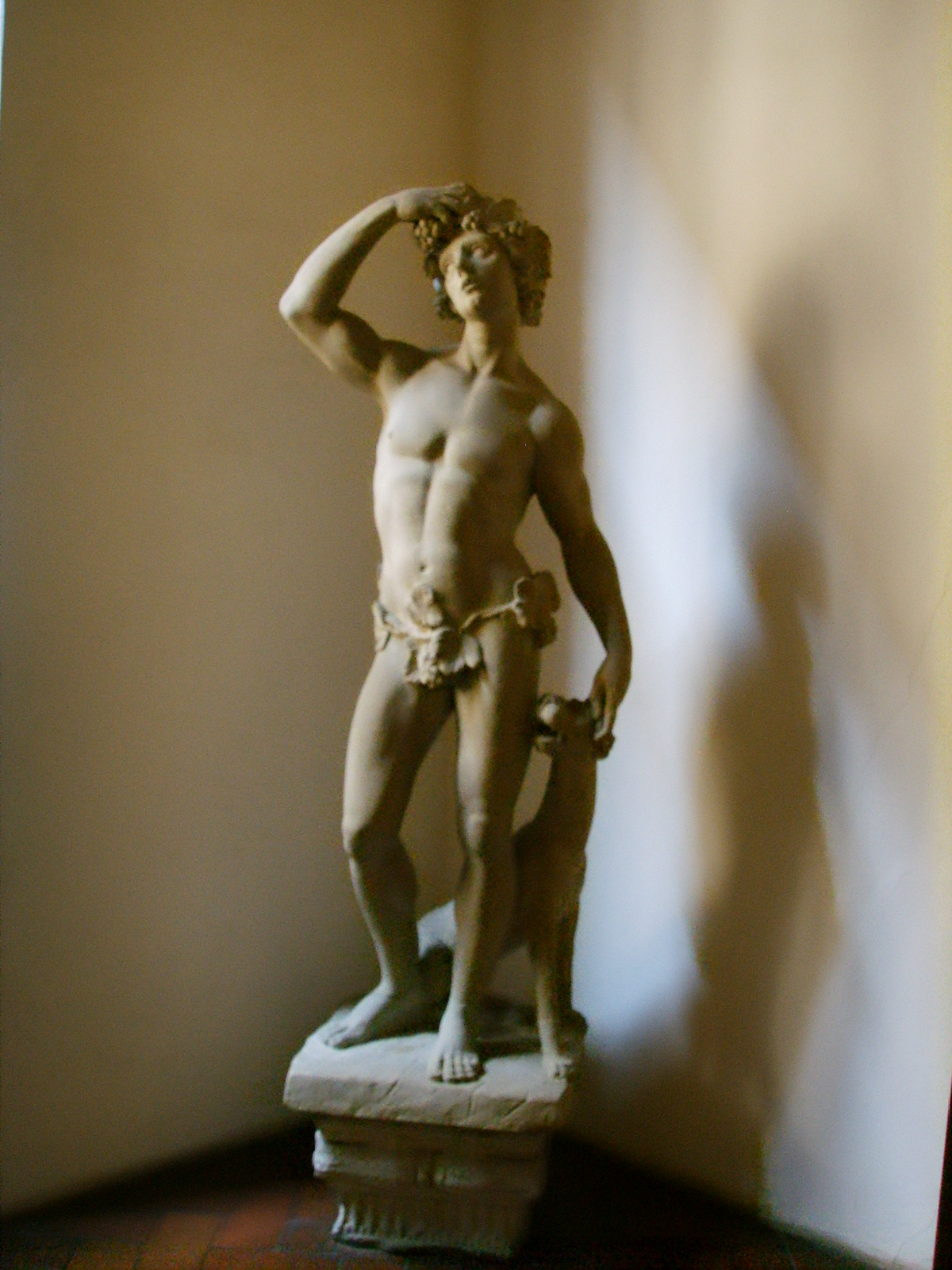
Estátua no átrio
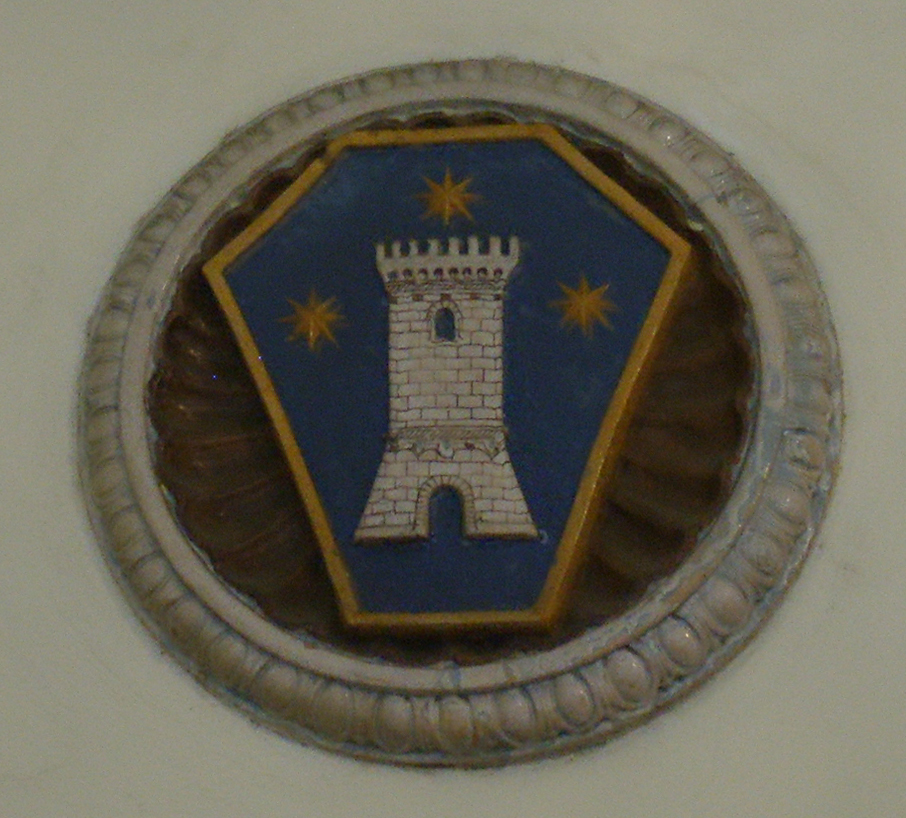
Brasão dos Torrigiani
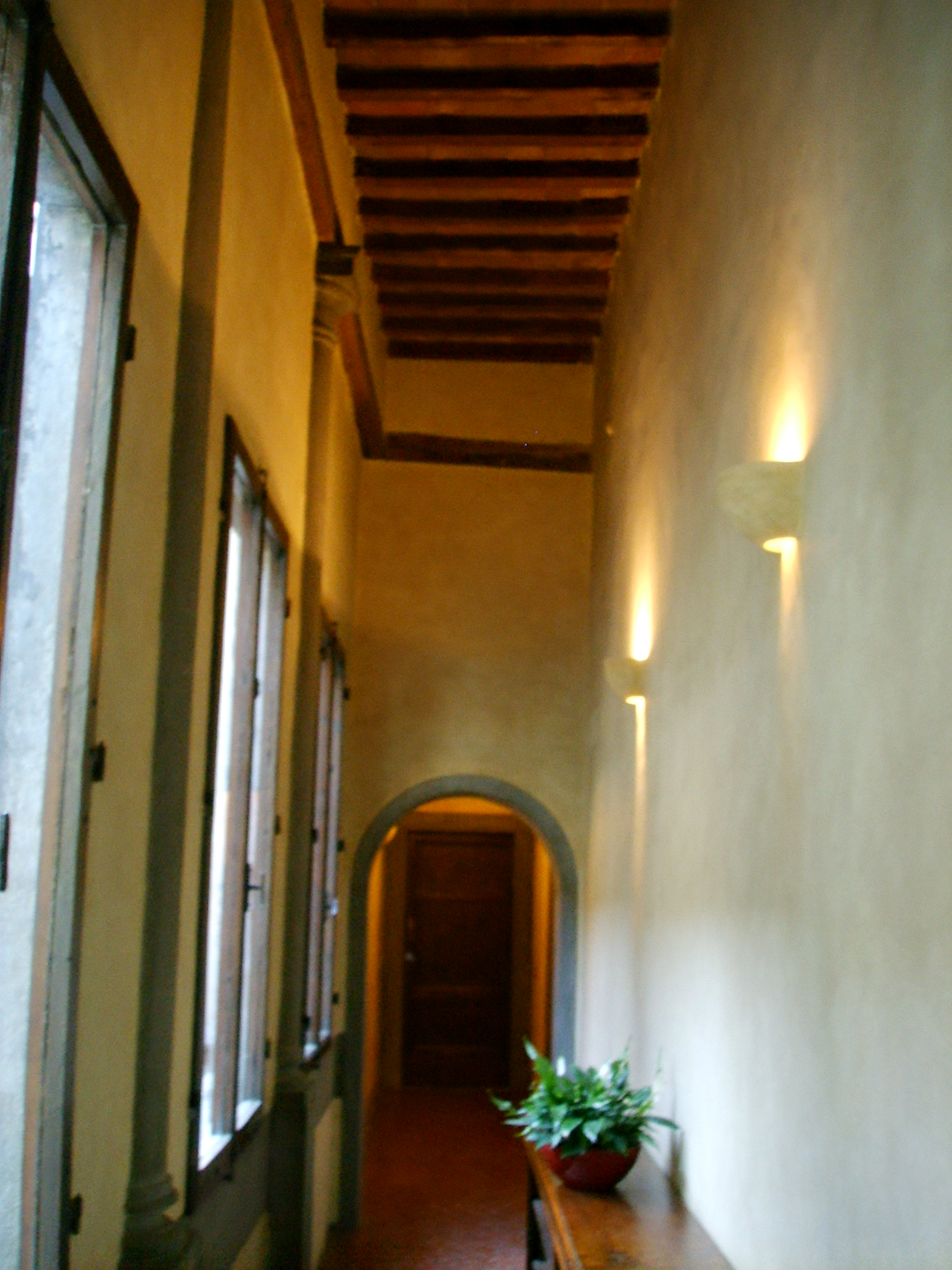
Uma passagem